# Zunil (cráter)
Zunil es un cráter de impacto de Marte.

## Características
Se encuentra en el cuadrángulo MC-15 (Elysium), dentro de la Elysium Planitia, en las proximidades del sistema de fisuras Cerberus Fossae.
Tiene un diámetro de 10,1 kilómetros. Cuenta con un sistema de marcas radiales de material eyectado. El cráter secundario más grande del sistema radial de Zunil tiene un diámetro de 230 metros. Cráter presumiblemente joven, su edad ha sido estimada tentativamente en torno a solo unos millones de años, inusual para un cráter de su diámetro.
Su nomenclatura proviene del nombre de una localidad de Guatemala.